# Мельник Василь Степанович
Василь Степанович Мельник (11 вересня 1935, село Зарожани, тепер Дністровського району Чернівецької області — 13 серпня 1981, місто Кишинів, тепер Молдова) — радянський діяч, 1-й секретар Новоаненського районного комітету КП Молдавії. Депутат Верховної ради Морлдавської РСР. Депутат Верховної ради СРСР 10-го скликання.

## Біографія
Народився в селянській родині.
У 1958 році закінчив агрономічний факультет Кишинівського сільськогосподарського інституту.
У 1958—1959 роках — агроном колгоспу «Шлях до комунізму» Олонештського району Молдавської РСР.
У вересні 1959 — квітні 1966 року — голова колгоспу «Ленінський шлях» села Паланка Олонештського району Молдавської РСР.
Член КПРС з 1961 року.
У квітні 1966—1970 роках — начальник Новоаненського районного виробничого управління сільського господарства Молдавської РСР.
З 1970 року — заступник голови виконавчого комітету Новоаненської районної ради депутатів трудящих Молдавської РСР.
У 1972 році закінчив Вищу партійну школу при ЦК КПРС.
У червні 1972 — серпні 1981 року — 1-й секретар Новоаненського районного комітету КП Молдавії.
Помер 13 серпня 1981 року в місті Кишиневі.

## Нагороди
- орден Леніна (1973)
- орден Жовтневої Революції
- орден Трудового Червоного Прапора (1966)
- орден «Знак Пошани» (1971)
- медалі